# Ella Liebermann-Shiber

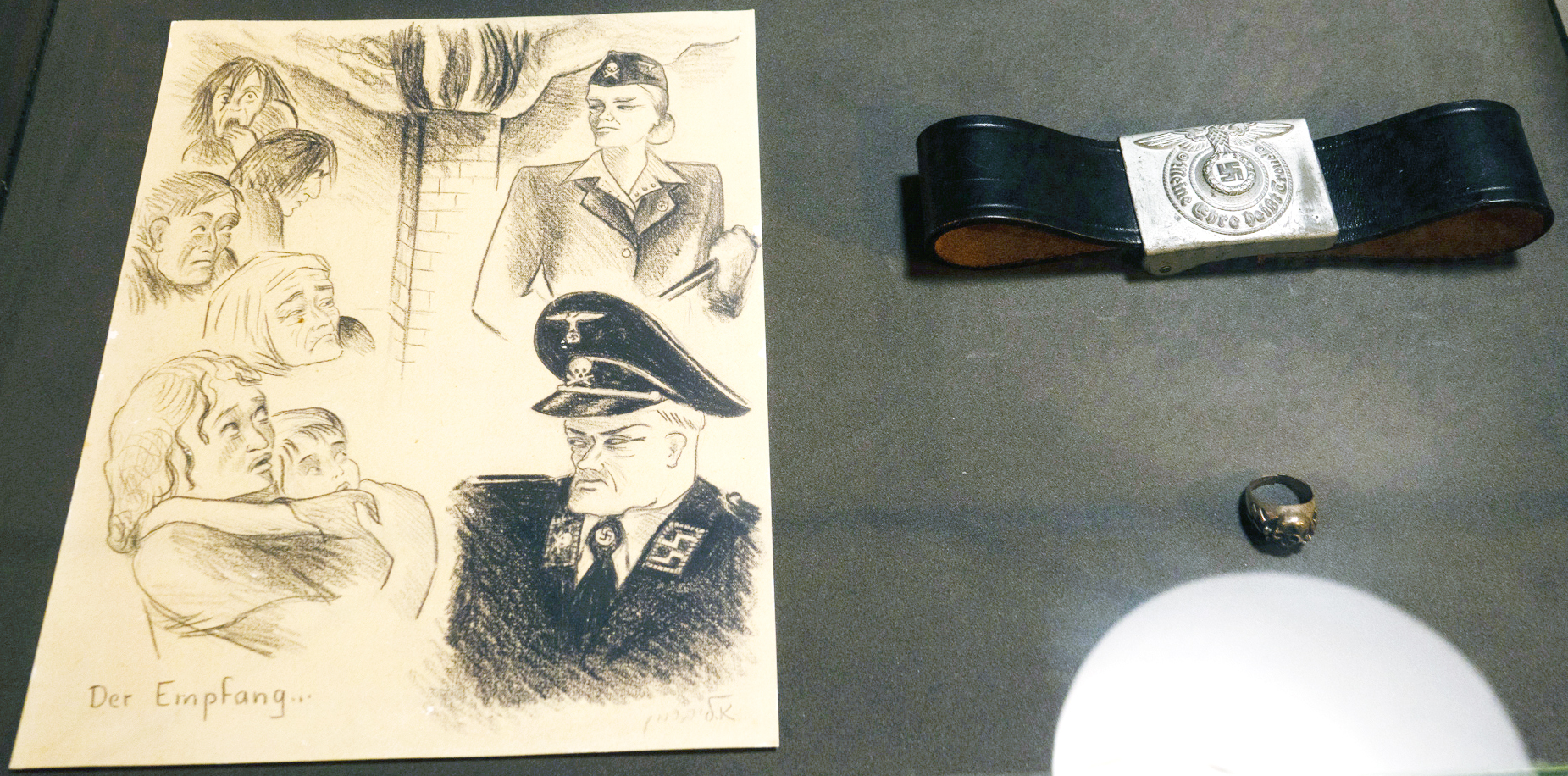
Ein Blatt aus der Serie von 93 Zeichnungen, zusammen mit Ausstellungsstücken im „Haus der Ghettokämpfer“

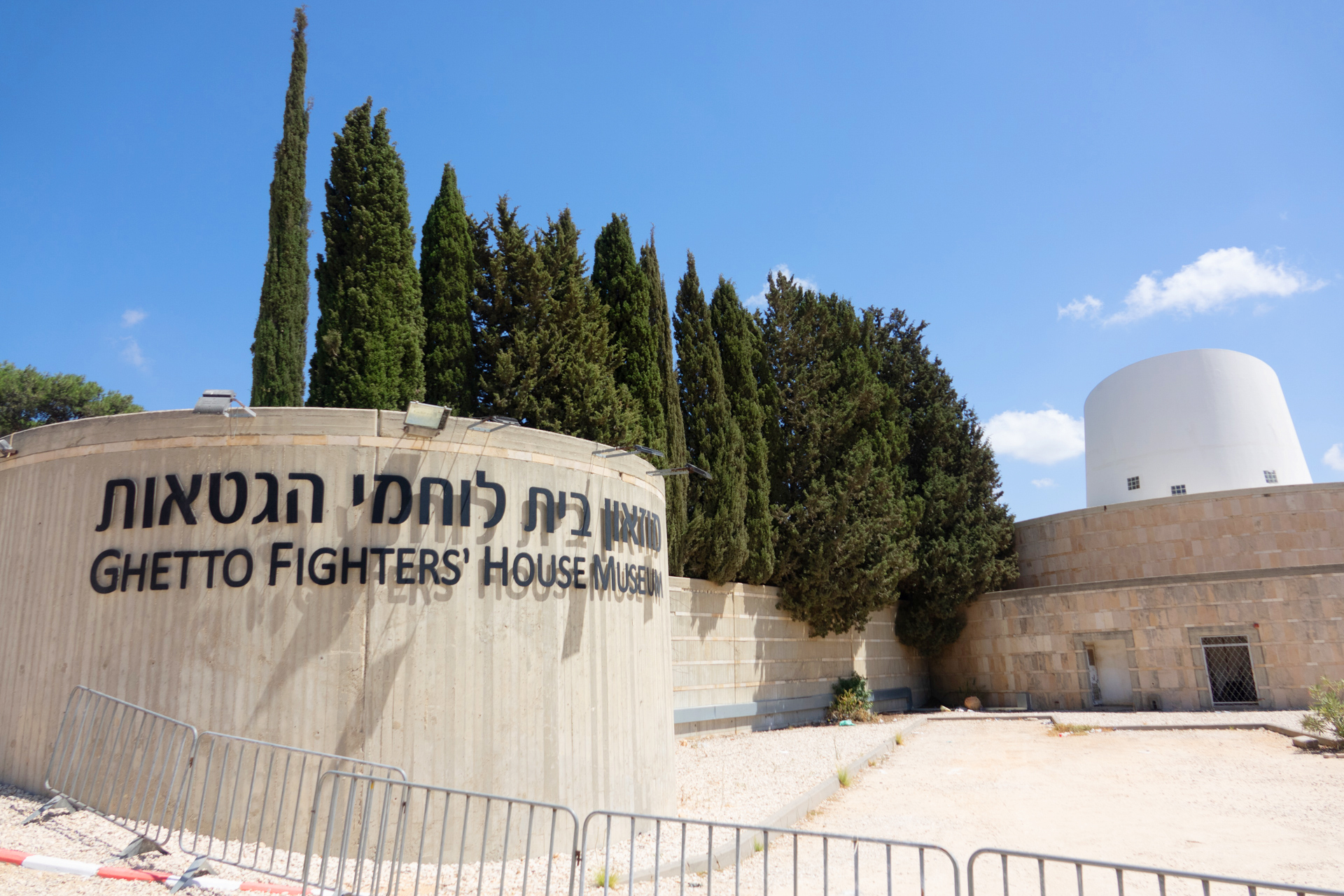
Das Museum Haus der Ghettokämpfer, in dem Werke Liebermann-Shibers ausgestellt sind

Ella Liebermann-Shiber (geboren am 29. Juli 1923 in Berlin; gestorben am 2. März 1998 in Haifa) war Insassin des KZ Auschwitz-Birkenau und überlebte zusammen mit ihrer Mutter. Nach dem Holocaust hat sie zahlreiche Zeichnungen angefertigt, die ihr eigenes, aber auch das Schicksal anderer Häftlinge dokumentieren – besonders von Frauen und Kindern. Einige ihrer Werke sind im Haus der Ghettokämpfer im nordisraelischen Kibbuz Lochamej haGeta’ot ausgestellt. Auch in der Kunstausstellung der Gedenkstätte Auschwitz-Birkenau ist eine ihrer Zeichnungen zu sehen.
Unter der Überschrift Erinnerungen aus dunkler Vergangenheit hat sie eine Serie von 93 Zeichnungen mit begleitenden Texten erstellt, die bereits in mehreren Auflagen in deutscher, englischer und chinesischer Sprache als Buch erschienen sind. Auch eine Audioaufnahme, auf der sie selbst die Texte vorträgt, wurde veröffentlicht.